# Copa de baloncesto de Italia 2015
La 47ª edición de la Copa de baloncesto de Italia (en italiano Coppa Italia y por motivos de patrocinio Beko Final Eigh) se celebró en Desio del 20 al 22 de febrero de 2015. El campeón fue por segundo año consecutivo el Dinamo Sassari, logrando así su segundo título.

## Clasificación
Lograban la clasificación para disputar la Coppa Italia los ocho primeros clasificados de la Lega al final de la primera vuelta de la competición.
| - 1.EA7 Emporio Armani Milano - 2.Dinamo Banco di Sardegna Sassari - 3.Grissin Bon Reggio Emilia - 4.Umana Reyer Venezia | - 5.Enel Brindisi - 6.Dolomiti Energia Trento - 7.Vanoli Cremona - 8.Sidigas Avellino |

## Cuadro final
|  | Cuartos de final      | Cuartos de final                 | Cuartos de final      |                                  |     | Semifinales               | Semifinales           | Semifinales           |  |   | Final                     | Final                 | Final                 |  |
|  | 20 de febrero de 2015 | 20 de febrero de 2015            | 20 de febrero de 2015 |                                  |     | 21 de febrero de 2015     | 21 de febrero de 2015 | 21 de febrero de 2015 |  |   | 22 de febrero de 2015     | 22 de febrero de 2015 | 22 de febrero de 2015 |  |
|  |                       |                                  |                       |                                  |     |                           |                       |                       |  |   |                           |                       |                       |  |
|  |                       |                                  |                       |                                  |     |                           |                       |                       |  |   |                           |                       |                       |  |
|  | 1                     | EA7 Emporio Armani Milano        | 60                    |                                  |     |                           |                       |                       |  |   |                           |                       |                       |  |
|  | 1                     | EA7 Emporio Armani Milano        | 60                    |                                  |     |                           |                       |                       |  |   |                           |                       |                       |  |
|  | 8                     | Sidigas Avellino                 | 58                    |                                  |     |                           |                       |                       |  |   |                           |                       |                       |  |
|  | 8                     | Sidigas Avellino                 | 58                    |                                  | 1   | EA7 Emporio Armani Milano | 76                    |                       |  |   |                           |                       |                       |  |
|  |                       |                                  |                       |                                  | 1   | EA7 Emporio Armani Milano | 76                    |                       |  |   |                           |                       |                       |  |
|  |                       |                                  | 5                     | Enel Brindisi                    | 65  |                           |                       |                       |  |   |                           |                       |                       |  |
|  | 4                     | Umana Reyer Venezia              | 5                     | Enel Brindisi                    | 65  | 70                        |                       |                       |  |   |                           |                       |                       |  |
|  | 4                     | Umana Reyer Venezia              |                       |                                  |     |                           |                       |                       |  |   |                           |                       |                       |  |
|  | 5                     | Enel Brindisi                    | 80                    |                                  |     |                           |                       |                       |  |   |                           |                       |                       |  |
|  | 5                     | Enel Brindisi                    | 80                    |                                  |     |                           |                       |                       |  | 1 | EA7 Emporio Armani Milano | 94                    |                       |  |
|  |                       |                                  |                       |                                  |     |                           |                       |                       |  | 1 | EA7 Emporio Armani Milano | 94                    |                       |  |
|  |                       |                                  | 2                     | Dinamo Banco di Sardegna Sassari | 101 |                           |                       |                       |  |   |                           |                       |                       |  |
|  | 3                     | Grissin Bon Reggio Emilia        | 2                     | Dinamo Banco di Sardegna Sassari | 101 | 80                        |                       |                       |  |   |                           |                       |                       |  |
|  | 3                     | Grissin Bon Reggio Emilia        |                       |                                  |     |                           |                       |                       |  |   |                           |                       |                       |  |
|  | 6                     | Dolomiti Energia Trento          | 77                    |                                  |     |                           |                       |                       |  |   |                           |                       |                       |  |
|  | 6                     | Dolomiti Energia Trento          | 77                    |                                  | 3   | Grissin Bon Reggio Emilia | 65                    |                       |  |   |                           |                       |                       |  |
|  |                       |                                  |                       |                                  | 3   | Grissin Bon Reggio Emilia | 65                    |                       |  |   |                           |                       |                       |  |
|  |                       |                                  | 2                     | Dinamo Banco di Sardegna Sassari | 77  |                           |                       |                       |  |   |                           |                       |                       |  |
|  | 2                     | Dinamo Banco di Sardegna Sassari | 2                     | Dinamo Banco di Sardegna Sassari | 77  | 74                        |                       |                       |  |   |                           |                       |                       |  |
|  | 2                     | Dinamo Banco di Sardegna Sassari |                       |                                  |     |                           |                       |                       |  |   |                           |                       |                       |  |
|  | 7                     | Vanoli Cremona                   | 63                    |                                  |     |                           |                       |                       |  |   |                           |                       |                       |  |
|  | 7                     | Vanoli Cremona                   | 63                    |                                  |     |                           |                       |                       |  |   |                           |                       |                       |  |
|  |                       |                                  |                       |                                  |     |                           |                       |                       |  |   |                           |                       |                       |  |

## Semifinales

### Banco di Sardegna Sassarivs.Grissin Bon Reggio Emilia
| 21 de febrero de 2015 | Banco di Sardegna Sassari                                 | 77–65                                 | Grissin Bon Reggio Emilia                                           |                                                                             |  |
| 18:15 (CET)           | Parciales: 18–19, 18–16, 21–13, 20–17                     | Parciales: 18–19, 18–16, 21–13, 20–17 | Parciales: 18–19, 18–16, 21–13, 20–17                               |                                                                             |  |
|                       | Estadísticas D. Logan 16 S. Lawal 11 D. Logan, J. Dyson 4 | Reporte Pts Reb Asts                  | Estadísticas R. Kaukėnas 21 A. Polonara, R. Cervi 7 A. Cinciarini 4 | Pabellón: PalaDesio, Desio Árbitros: Seghetti, Biggi, Sahin Televisión: RAI |  |

### EA7 Emporio Armani Milanovs.Enel Brindisi
| 21 de febrero de 2015 | EA7 Emporio Armani Milano                                 | 76–65                                 | Enel Brindisi                                   |                                                                               |  |
| 20:45 (CET)           | Parciales: 26–16, 10–17, 20–14, 20–18                     | Parciales: 26–16, 10–17, 20–14, 20–18 | Parciales: 26–16, 10–17, 20–14, 20–18           |                                                                               |  |
|                       | Estadísticas M. Brooks 14 cuatro jugadores 5 D. Hackett 7 | Reporte Pts Reb Asts                  | Estadísticas M. Denmon 17 D. James 9 D. James 5 | Pabellón: PalaDesio, Desio Árbitros: Taurino, Bettini, Chiari Televisión: RAI |  |

## Final
| 22 de febrero de 2015 | EA7 Emporio Armani Milano                          | 94–101                                | Banco di Sardegna Sassari              | |  |
| 19:00 UTC+1           | Parciales: 21–33, 26–18, 19–26, 28–24              | Parciales: 21–33, 26–18, 19–26, 28–24 | Parciales: 21–33, 26–18, 19–26, 28–24  | |  |
|                       | Estadísticas Ragland 21 Kleiza, Hacket 9 Hackett 6 | Reporte Pts Reb Asts                  | Estadísticas Dyson 27 Sanders 7 Sosa 4 | Pabellón: PalaDesio, Desio Árbitros: *Luigi Lamonica - Guido Federico Di Francesco - Gianluca Sardella |  |